# Louis-Mathieu Molé

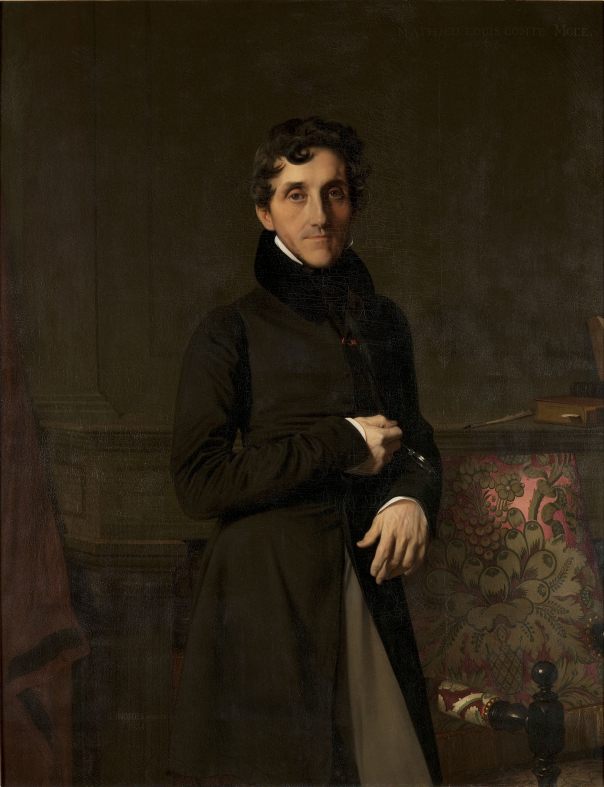
Louis-Mathieu Molé in 1834.

Louis-Mathieu Molé  ook bekend als Comte Molé of Mathieu Molé (Parijs, 24 januari 1781 - Seine-et-Oise, 23 november 1855) was een Frans staatsman en eerste minister.

## Levensloop
Molé werd geboren in Parijs. Zijn vader, een president van het Parlement van Parijs en schoonzoon van de grote jurist Chrétien-Guillaume de Lamoignon de Malesherbes, werd tijdens de Terreur geguillotineerd. Zijn jeugd bracht hij voornamelijk door in Zwitserland en Groot-Brittannië, waar hij en zijn moeder verbleven.
Toen het in Frankrijk weer rustig werd, keerde de familie terug. Molé ging studeren aan de École Polytechnique en zijn sociaal onderwijs werd volbracht in het salon van Pauline de Beaumont, een goede vriendin van Chateaubriand en Joubert.
In 1806 bracht Molé in twee volumes Essais de morale et de politique uit, wat ervoor zorgde dat hij door Napoleon I werd opgemerkt. Molé werd naar het hof geroepen en werd benoemd tot geattacheerde van het leidinggevend personeel van de staatsraad. In 1806 werd hij meester in de verzoeken, in 1807 prefect van Côte-d'Or, in 1809 staatsraad en directeur-generaal van Bruggen en Wegen en in de herfst van hetzelfde jaar graaf van het Keizerrijk.
Hij diende als Napoleons adviseur in Joodse zaken en was erg betrokken bij Napoleons bijeenkomst voor een Joodse Grand Sanhedrin in 1807. Oorspronkelijk steunde Molé de Joodse emancipatie niet, maar wegens zijn positie in de loop van zijn betrokkenheid bij het Sanhedrin en zijn samenwerking met Abraham Furtado (de secretaris van het Grand Sanhedrin) begon Molé zich te matigen.
In november 1813 werd hij minister van Justitie. Gedurende de Honderd Dagen nam hij echter ontslag uit zijn functie van directeur-generaal en verontschuldigde hij zich om de zetel in de Staatsraad die hij aangenomen had. Lodewijk XVIII bevestigde zijn benoeming van directeur-generaal echter en Molé werd benoemd tot pair van Frankrijk. Molé begon ook de politiek van de duc de Richelieu te steunen en werd in 1817 in diens regering opgenomen als minister van Marine. Hij behield deze functie tot in december 1818.
Vanaf die tijd behoorde hij tot de gematigde oppositie en hij aanvaardde het resultaat van de Revolutie van 1830 zonder veel enthousiasme. Hij werd wel minister van Buitenlandse Zaken in de eerste regering onder Louis-Philippe. Als minister werd hij geconfronteerd met de taak om de Europese machten te verzoenen omwille van de regeringswissel. De echte macht van Buitenlandse Zaken lag echter bij de oude Charles-Maurice de Talleyrand, de Franse ambassadeur in Londen.
Na een paar maanden in dienst nam Molé ontslag en tot 1836 vervulde hij geen enkele ministeriële functie. Na de val van eerste minister Adolphe Thiers werd hij in 1836 eerste minister en combineerde dit met het ministerschap van Buitenlandse Zaken. Een van zijn eerste acties was het vrijlaten van de voormalige ministers onder Karel X. Ook kreeg hij te kampen met een conflict met Zwitserland en de Straatsburgcoup van Louis-Napoléon Bonaparte. Ook nam hij het Franse garnizoen in Ancona weg en streefde hij een actieve politiek in Mexico en Algerije na.
Personele en politieke verschillen tussen Molé en zijn belangrijkste collega-minister François Guizot leidden in maart 1837 tot een openlijke breuk in de regering toen er algemeen verzet kwam om een subsidie te geven aan de duc de Nemours. Na enkele pogingen om het vertrouwen in de regering te herstellen, herschikte Molé in april 1837 zijn regering en Guizot maakte geen deel meer uit van de nieuwe regering. De algemene verkiezingen in de herfst gaven hem geen meerderheid meer in de Kamer van Afgevaardigden. Hij had de keuze tussen een coalitie met Guizot, de centrumlinksen onder Adolphe Thiers, dynastiek links en republikeins links. Molé ging echter met geen een van deze partijen een coalitie aan en kreeg de steun van koning Louis-Philippe. Zijn minderheidsregering hield het vol tot het begin van 1839 en toen moest het parlement ontbonden worden na enkele bittere discussies. De nieuwe verkiezingen brachten haast geen verschil en Molé nam op 31 maart 1839 ontslag als eerste minister.
In 1840 werd hij verkozen in de Académie française en hoewel hij regelmatig sprak in het openbaar, nam hij geen belangrijke rol op in de partijpolitiek. In februari 1848 vroeg Louis-Philippe hem om te helpen met zijn pogingen om een regering te vormen. Hij was erg kort opnieuw eerste minister aangezien de Februarirevolutie enkele dagen nadien uitbrak. Na de revolutie werd hij gedeputeerde voor het departement Gironde in de Voorlopige Assemblée en in 1849 in de Legislatieve Assemblée. Hij was in beide assemblees een van de leiders van Rechts tot de staatsgreep van 2 december 1851 hem uit het openbaar leven dreef.
In 1855 stierf Molé in het familiekasteel van Champlâtreux in Seine-et-Oise en werd begraven in de kleine kerk van het dorp.
- Biblioteca Nacional de España: XX1368988
- Bibliothèque nationale de France: cb12217781f (data)
- Biografisch Portaal: 83575292
- Gemeinsame Normdatei: 119095041
- International Standard Name Identifier: 0000 0001 1559 1577
- Library of Congress Control Number: n87933602
- Base Léonore: LH//1898/8
- Nationale Bibliotheek van Israël: 987007273573205171
- Nederlandse Thesaurus van Auteursnamen: 147397820
- Réseau des bibliothèques de Suisse occidentale: 02-A012369197
- SNAC: w6w96025
- Système universitaire de documentation: 030843529
- Trove: 1525203
- Virtual International Authority File: 7440787
- WorldCat: E39PBJrrw7KcjkgrRQpyqTw3cP